# Contea di Somerset (Maryland)
La contea di Somerset, in inglese Somerset County, è una contea dello Stato del Maryland, negli Stati Uniti. La popolazione al censimento del 2000 era di 24 747 abitanti. Il capoluogo di contea è Princess Anne.

## Geografia fisica
Il territorio è prevalentemente pianeggiante. A nord-ovest è bagnato dal fiume Wicomico, a sud-est dal Pocomoke e a ovest dalla baia di Chesapeake. Include anche le isole Deal, South Marsh e Smith.

### Contee confinanti
- Contea di Wicomico - nord
- Contea di Worcester - est
- Contea di Accomack (Virginia) - sud
- Contea di Northumberland (Virginia) - sud-ovest
- Contea di Saint Mary  - ovest
- Contea di Dorchester - nord-ovest

## Storia
La contea fu creata nel 1666 e fu chiamata così in onore di Lady Mary Somerset, sorella di Lady Anne Arundell, moglie di Cecilius Calvert.

## Comuni

### City
- Crisfield

### Town
- Princess Anne (capoluogo)

### Census-designated places
- Chance
- Dames Quarter
- Deal Island
- Eden
- Fairmount
- Frenchtown-Rumbly
- Mount Vernon
- Smith Island
- West Pocomoke

### Aree non incorporate
- Ewell
- Kingston
- Manokin
- Marion Station
- Oriole
- Rehobeth
- Rhodes Point
- Shelltown
- Tylerton
- Upper Fairmount
- Upper Falls
- Wenona
- Westover